# آندره-ماری آمپر
آندره-ماری آمپِر (به فرانسوی: André-Marie Ampère) ‏(۲۰ ژانویه ۱۷۷۵ – ۱۰ ژوئن ۱۸۳۶ میلادی) ریاضی‌دان، فیزیک‌دان و کاشف فرانسوی، و یکی از کاشفان اصلی الکترومغناطیس بود. واحد جریان الکتریکی در سیستم اس‌آی، به‌افتخار او نام‌گذاری شده‌است. نخستین کشف او در ریاضیات، «تئوری ریاضی بازی‌های قمار»، ۱۸۰۲ منتشر شد که مورد توجه دالامبر و ژوزف لالاند قرار گرفت

## خانواده و تعلیمات
آندره ماری آمپر، بیستم ژانویه ۱۷۷۵ در لیون فرانسه زاده‌شد. آمپر، تنها پسر ژاک آمپر و ژان آنتوانت دسوتیته سارس بود که از بازماندگان خانواده‌های بازرگانان مرفه ابریشم در لیون بودند. یکی از دو خواهر او در جوانی درگذشت، و دیگری بعدها خانه‌دار وی در پاریس شد. 
آمپر از کودکی به ریاضیات علاقه داشت و مقدمات حساب دیفرانسیل و انتگرال را نزد یکی از دوستان پدرش فرا گرفت. آمپر بر اساس اصول کتاب امیل روسو تربیت شد؛ به او اجازه داده‌شد که خود را مطابق ذوقش و در کتابخانه‌ای بزرگ پرورش دهد.
۱۷۹۳، که آمپر ۱۸ ساله بود، یعنی در حکومت وحشت و هرج‌ومرج انقلاب فرانسه، پدرش ناعادلانه به اعدام با گیوتین محکوم شد. پس‌از مرگ پدرش، آن سال ناراحتی عجیبی او را فرا گرفت، طوری‌که یک سال طول کشید تا به حال عادی برگشت.

## ازدواج

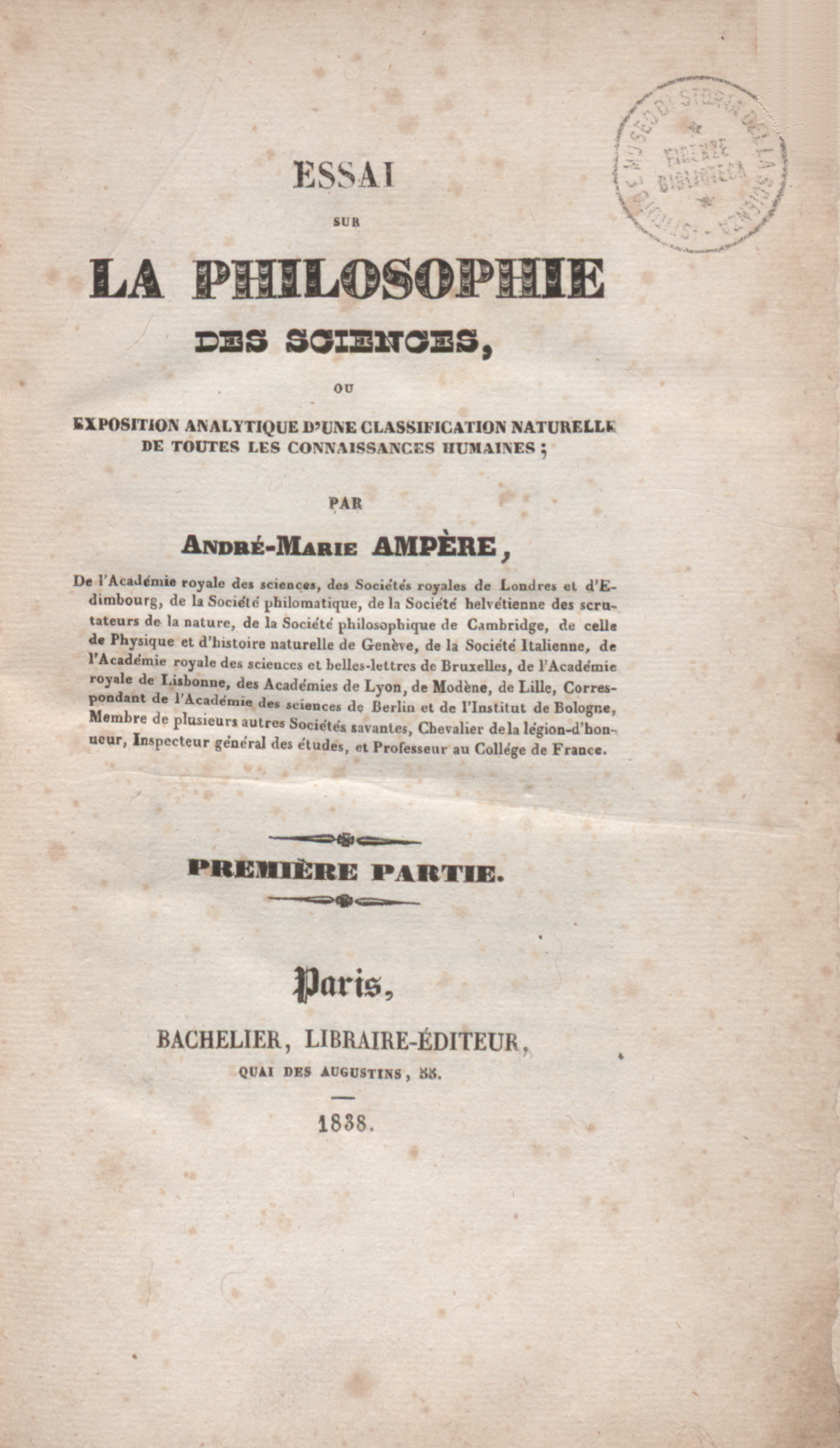
مقاله در مورد فلسفه علم

آمپر، بیست‌ویک ساله بود که عاشق دختری بیست‌‎وسه ساله شد.
۱۷۹۹، با کاترین آنتوانت کاروان ازدواج کرده و ۱۸۰۰، پسرشان، ژان ژاک، زاده‌شد. اما پس از چندی همسرش بیمار شد و ۱۸۰۳ درگذشت. بر اثر این حوادث غم‌انگیز در جوانی، آمپر شخصیتی افسرده داشت.

## علایق و زمینه‌های فعالیت
آمپر، رسمی و آکادمیک آموزش ندید ولی پدرش او را به زیاد خواندن تشویق می‌کرد و آمپر جوان همه مقالات دائرةالمعارف مشهور ژان لورون دالامبر و دنیس را به خاطر سپرد.
پدر و مادر او کاتولیک‌های معتقدی بودند و آمپر همواره از تنش میان تمایلات روشن‌فکرانه و باورهای مذهبی رنج می‌برد.
یکی از نخستین رشته‌های مورد علاقه‌اش، رده‌بندی گیاهان بود. وی همچنین استعداد زودرسی در ریاضیات از خود نشان داد. آمپر پس از کمی تدریس خصوصی و عمومی در بورگ و لیون، ۱۸۰۴ برای تدریس ریاضیات در مدرسه پلی تکنیک که مؤسسهٔ معتبر آموزش علوم در پاریس بود، انتخاب شد.

## دیدگاه‌ها
بر طبق نظر آمپر دو سطح شناخت جهان وجود دارد، نمودها که مستقیماً از راه جوابی به ما عرضه می‌شوند و بودها که علل عینی نمودها به‌شمار می‌روند. ما می‌توانیم روابط نمودها و بودها را نیز بشناسیم و این روابط درست به اندازه بودها واقعیت دارند.
شور فکری مداوم زندگی آمپر از سال ۱۸۰۱ تا زمان مرگش دستگاه فلسفی بود، اما این سال‌ها به پژوهشهای علمی فوق‌العاده مبتکرانه نیز اختصاص داشتند.